# Leptagrion perlongum
Leptagrion perlongum är en trollsländeart som beskrevs av Philip Powell Calvert 1909. Leptagrion perlongum ingår i släktet Leptagrion och familjen dammflicksländor. IUCN kategoriserar arten globalt som livskraftig. Inga underarter finns listade i Catalogue of Life.